# Вицелин
Вицелин (на латински: Vicelinus; на немски: Vizelin, Vicelin, Wissel, Witzel; * ок. 1090, Хамелн; † 12 декември 1154, Ноймюнстер) е от 1149 до 1154 г. епископ на Олденбург в Холщайн, богослов, свещеник, мисионер на източнохолщайнските славяни, апостол на Вагрите, и е светия на католическата църква.